# 木曽町生活交通システム
木曽町生活交通システム「木曽っ子号」は、長野県木曽郡木曽町が運営主体となったコミュニティバス、乗合タクシーである。運行はおんたけ交通、おんたけタクシー、木曽交通へ委託している。

## 概要
- 木曽福島市街地・木曽福島駅・木曽病院と各地域をむすぶ「幹線バス」と、幹線と接続して各地域内を運行する「巡回バス」「定期便タクシー」からなる「ゾーンバスシステム」となっている。
- 毎日運行。一部路線は土曜日、休日運休。なお、御岳ロープウェイ線は季節運行。
- 運賃：幹線バスは200円、巡回バス、定期便タクシーは100円。ただし御岳ロープウェイ線は、運賃体系が異なる。幹線バスと巡回バス・定期便タクシーの乗継ぎ制度あり。
- 木曽地域を結ぶ複数の路線バスの重複していることからこれを見直すため2025年10月から4路線に集約する予定。

### 利用状況
平成18年度は14,870人/月であり、その後平成19年度16,071人/月、平成20年度は18,342人/月であった。

## 歴史
- 2006年（平成18年）6月1日 - おんたけ交通、旧日義村営バス、スクールバスの路線を再編し、試行運行を開始。
- 2007年（平成19年）4月1日 - 本格運行を開始。愛称を「木曽っ子バス」とする。

## 路線
2021年6月現在、路線記号は[ ]で記した。
- 観光路線バス [R]御岳ロープウェイ線
- 幹線バス [K]開田高原線
- 巡回バス 開田西野線
- 開田西野スクール混乗線
- 開田末川スクール混乗線
- 幹線バス [H]木曽駒高原線
- 幹線バス 日義木曽病院線
- 巡回バス 日義線
- 幹線バス 三岳・王滝線（[M]黒沢里宮行・[O]王滝行）

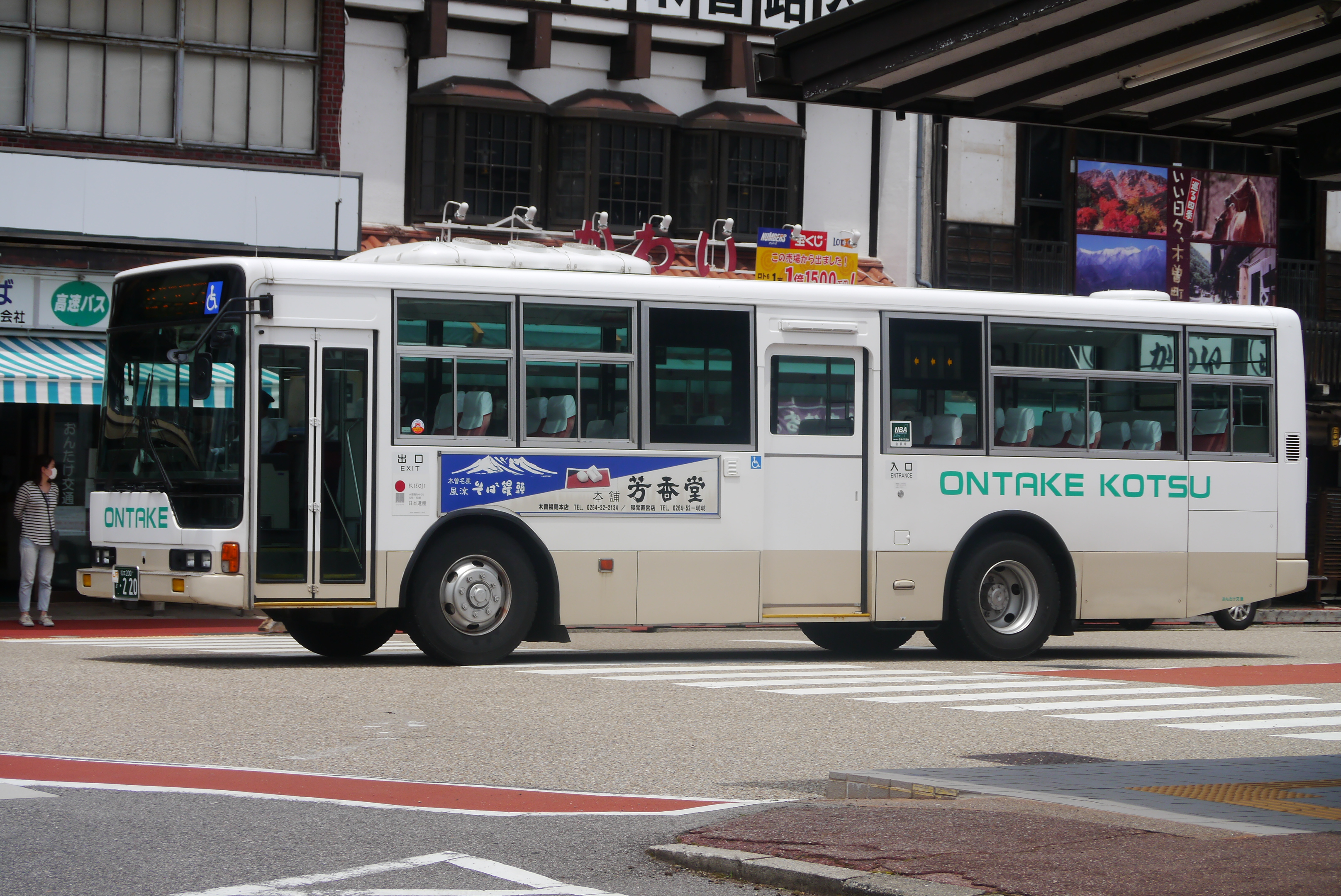
木曽温泉線で使用されるおんたけ交通所属の大型車(三菱ふそう・エアロスター)

- 幹線バス [M]木曽温泉線
- 巡回バス 福島線
- 福島黒川スクール混乗線
- 定期便タクシー 新開西洞（二本木温泉）線
- 定期便タクシー 開田高原御岳明神温泉線
- 三岳地区スクール混乗 赤岩巣線
- 三岳地区スクール混乗 上垂線